# Гнів людський
«Гнів людський» (англ. Wrath of Man) — художній фільм у жанрі бойовика і трилера, сценаристом і режисером якого є Гай Річі. Сюжет фільму заснований на французькому фільмі Інкасатор 2004 року режисера Ніколя Букрієфа. Головну роль виконує Джейсон Стейтем. Також ролі зіграли Джош Гарнетт, Голт Маккелені, Скотт Іствуд та інші.

## Сюжет
Фільм починається зі сцени пограбування інкасаторів. Двох чоловіків виводять із машини якісь незнайомі люди та один із них згодом починає стріляти. Сам фільм розділений на розділи, які вказують на ту чи іншу подію.
Патрік Гілл (Джейсон Стейтем) влаштовується на роботу в інкасаторську компанію. У нього не виходить налагодити стосунки з колегами, окрім чоловіка на прізвисько Куля (Голт Маккелені). Він ледь складає іспити зі стрільби, та Куля вигадує йому призьвісько Ейч та веде знайомити з колегами: з Дейвом, Бобом та іншими. Дейву не дуже сподобався Ейч через те, що він пожартував з нього, але згодом образа проходить. 
Куля отримує гроші та несе їх до бронеавтомобіля. Тим часом Ейч та Дейв чекають його в машині, Дейв непокоїться за Кулю та телефонує йому. Але Дейву відповідає не Куля, а ватажок грабіжників, які взяли Кулю в заручники. Вони наказують хлопцям їхати по Кулю, інакше погрожують покінчити з ним. Дейв думає тікати, але Ейч зупиняє його та наказує їхати до бандитів. Дейв ще більше злякався, коли приїхав за маршрутом. Але Ейч каже, що все владнає і виходить з машини, розстрілюючи грабіжників, які тепер дуже налякані. Залишається тільки один з них, якого Ейч наздоганяє та запитує, на кого він працює, але той не відповідає йому.

## У ролях
- Джейсон Стейтем — Ейч
- Скотт Іствуд — Том
- Голт Маккелені — Куля
- Джош Гартнетт — Дейв
- Джеффрі Донован — Джексон
- Лаз Алонсо — Карлос
- Ніамей Алгар — Дана
- Кріс Рейлі — Тім
- Рауль Кастільо — Сем
- Алекс Фернс — Джон
- Пост Малоун — грабіжник

## Виробництво
У жовтні 2019 року було оголошено про те, що Гай Річі напише сценарій і зрежисує англомовний римейк фільму «Інкасатор» (2004) з Джейсоном Стейтемом у головній ролі. Голт Маккелені приєднався до проєкту пізніше в тому ж місяці. Знімання фільму почалося в листопаді і проходило в Лос-Анджелесі та Лондоні з приєднаними до акторського складу Скоттом Іствудом, Джеффрі Донованом, Лазом Алонсо, Джошем Гартнеттом і Ніамом Алгаром, а Metro-Goldwyn-Mayer взялися за місцеве розповсюдження фільму. У січні 2020 року Рауль Кастільо поповнив акторський склад фільму.
У лютому 2020 видання Deadline повідомило про те, що фільм Гая Річі вийде за тиждень до виходу фільму Дага Лаймана «Хода хаосу», тобто 15 січня 2021 року.
Світова прем'єра фільму перенесена на кінець квітня — початок червня, прем'єра в Україні — 22 квітня 2021 року.